# Grimonie de La Capelle
Grimonie de La Capelle est une princesse d'Irlande, vierge et martyre chrétienne du IVe siècle. Martyrisée près de La Capelle (Aisne), elle est reconnue sainte par les Eglises catholique et orthodoxe. Elle est fêtée le 7 septembre.

## Biographie

### Origine et conversion au christianisme
Grimonie, fille du roi d’Irlande, est née au sein d’une famille fortement attachée au culte des idoles (paganisme) Elle a été à l’âge de douze ans, instruite du dogme catholique et baptisée à l’insu de ses parents et de ses proches. À partir de cet instant, elle a consacré sa vie au Christ et s’est employée à la prière, à la méditation et lui a voué sa virginité.

### Le refus du mariage et la fuite en Gaule
Quand elle fut en âge de se marier, son père et suzerain souhaita l’unir à un des plus nobles et plus riches seigneurs d’Irlande. À l’aube de la cérémonie, Grimonie disparaît et s’enfuit afin d’échapper à ce mariage. Après maintes recherches, on la trouva à genoux dans un lieu isolé et on la ramena près de son père. Ne supportant pas l’idée que sa fille se refuse à l’homme qu’il lui a choisi, celui-ci décide de la faire emprisonner. Cette prison est alors, pour la jeune vierge, un temple où elle emploie ses journées à prier avec ferveur afin de témoigner de son attachement et de sa fidélité au Christ.
Grimonie sait que le Christ ne la délaisse pas, car il dépêche auprès d’elle un de ses anges avec pour mission de la délivrer et de lui adresser un message : « lèves-toi Grimonie, les portes de ta cellule sont ouvertes, sors et diriges-toi vers la mer ».
La jeune vierge s’enfuit sous la protection du Christ, arrivée sur la côte elle trouve un navire prêt à partir, elle s'y embarque. Au cours de la traversée le vaisseau essuie une effrayante tempête laissant penser que le naufrage serait inévitable. Grimonie, craignant pour la vie de l’équipage, se jette à genoux en implorant le Seigneur d’avoir pitié des marins. Sa prière est exaucée, les flots sont apaisés et le vaisseau débarque la jeune vierge sur les côtes de la Gaule-Belgique, où l’empereur Valentinien protège les catholiques.
Après ces événements, Grimonie décide de vivre dans la solitude la plus absolue, et de faire vœu de chasteté. Elle s’installe donc au plus profond des forêts de la Thiérache (Thérascia) et s’arrête en un lieu nommé Dorunum (l'actuelle la Capelle) Elle consacre ses journées, et une partie de ses nuits, entre prières, méditation et pénitence.

### Le martyre
De son côté, son père dépêche des soldats à sa recherche avec pour mission de la ramener vivante ou morte. Après informations, ils finissent par apprendre qu’un navire avait quitté l’île en direction du continent. Ils s’embarquent et apprennent, à leur arrivée, qu’une jeune étrangère, de grande vertu et de grande piété, avait élu domicile au milieu de la forêt.
Les soldats parcourent la forêt quelque temps avant de se trouver tout à coup devant elle. Ils firent tout leur possible pour la convaincre de retourner dans leur pays où de somptueuses noces l’attendaient. Grimonie, paisible, et entrevoyant leur dessein, leur parla du bonheur dont elle jouissait dans cette solitude en servant le Christ, le divin époux de son cœur. Constatant que leurs efforts étaient vains et inutiles, ils se jetèrent sur elle et lui tranchèrent la tête. Ils cachèrent le corps mutilé de la Sainte sous un tas de terre et reprirent leur route vers l’Irlande.

## Le culte de Grimonie
Le lieu où reposait le corps de la sainte et martyre fut longtemps ignoré. La tradition orale du pays raconte qu’une mystérieuse clarté s'entrapercevait de temps en temps en un point précis de la forêt. Un jour où celle-ci fut plus vive que de coutume, les habitants se rassemblèrent et creusèrent la terre à cet endroit et finirent par faire la découverte d’un corps miraculeusement conservé. Ils ne doutèrent pas que ce fut celui de sainte Grimonie dont leurs pères parlaient. Consécutivement, des miracles s’opérèrent, des malades recouvrèrent la santé en priant devant les saintes reliques.
La reconnaissance porta les habitants à bâtir une chapelle sur son tombeau. Bientôt, on y accourut de toutes parts afin de se recueillir et d’implorer la sainte. Au fur et à mesure, des maisons s’élevèrent autour du sanctuaire et le nombre de pèlerins ne cessa d’augmenter. Le village de La Capelle était né, François Ier l’érigea en bourg.
Lors d’une guerre dont la Thiérache fut le théâtre, La Capelle fut presque détruite et livrée aux flammes. Certains habitants se montrèrent plus prompts à sauver les reliques de leur patronne qu’à se sauver eux-mêmes. Ils transportèrent la châsse à Lesquielles, un village situé à quelques lieues, où les reliques de sainte Preuve étaient déjà conservées.
Les nombreuses guerres entre seigneurs locaux forcèrent les habitants à enfouir sous terre leurs précieuses reliques. Elles y restèrent jusqu’au début de XIIIe siècle.
Trois fêtes sont célébrées chaque année à Lesquielles :
- le 20 avril: anniversaire du martyre;
- le mardi de Pentecôte, jour de la translation de ses reliques de La Capelle à Lesquielles;
- le 7 septembre: en mémoire de l’élévation de son corps par l’évêque-duc Anselme de Mauny.

## Histoire des reliques de Grimonie
En 1215-1238, Anselme de Mauny, évêque-duc de Laon, voulut vérifier par lui-même les nombreux miracles opérés par l’invocation de sainte Grimonie et de sainte Preuve. Il alla donc à Lesquielles et leva de terre les corps des deux saintes. (cf. le procès-verbal contresigné par Jean Lequeux, échevin du pays)
En 1389, une nouvelle reconnaissance des reliques aura lieu le mardi de Pentecôte par Philippe de Grummelly, doyen de la chrétienté de Guise et curé de Lesquielles.
En 1535, l’abbé du monastère de Bohéries, avec l’accord de l’évêque de Laon, Louis de Bourbon-Vendôme, transféra les reliques de sainte Grimonie et de sainte Preuve dans de nouvelles châsses.
En 1538, au cours de la guerre entre François Ier et les impériaux, le prieuré de Lesquielles fut livré aux flammes par le comte de Nassau et par Adrien de Croï, comte de Rœux, gouverneur des Flandres et de l’Artois. Ce dernier s’empara des reliques et les fit certifier par Baudouin de Mol, abbé de Bohéries.
En 1540, l’abbé de Bohéries fit don des reliques aux chanoines réguliers de Saint-Augustin de l’abbaye de Notre-Dame de Hénin-Liétard au diocèse d’Arras.
En 1638, Robert de Mallebranche, abbé du monastère en fit la reconnaissance et constata l’authenticité des reliques. En 1639, les saintes reliques furent déposées dans quatre nouvelles châsses.
En 1748, l’abbé d'Hénin-Liétard, Dujardin, ouvrit les châsses avec l’autorisation de Mgr Baglion de la Salle, évêque d’Arras, et en retira une relique de sainte Grimonie et une autre de sainte Preuve et les scella dans deux réceptacles. Il fit remettre les deux boites, scellées et cachetées, à l’église de Lesquielles.
En 1789, au commencement de la Révolution française, et en prévision d’éventuelles profanations, les saintes reliques et les procès verbaux authentifiant leurs origines furent secrètement retirées et remplacées par d'autres ossements.
En 1795, le libre exercice de tous les cultes fut restauré par la Convention nationale. Les habitants de Lesquielles firent reconstruire deux nouvelles châsses et le 30 avril de la même année, les reliques authentiques de sainte Grimonie et de sainte Preuve réintègrent leurs places.
En 1803, Mgr Leblanc de Beaulieu, évêque de Soissons, les vérifia et en reconnut l’authenticité.

## Sources
- Vies des saints par Mgr Guérin (obtenu lui-même par la notice due à M. l’abbé Henri Congnet, chanoine de Soissons), Tome IX, 1870